# Václavice (Provodov)

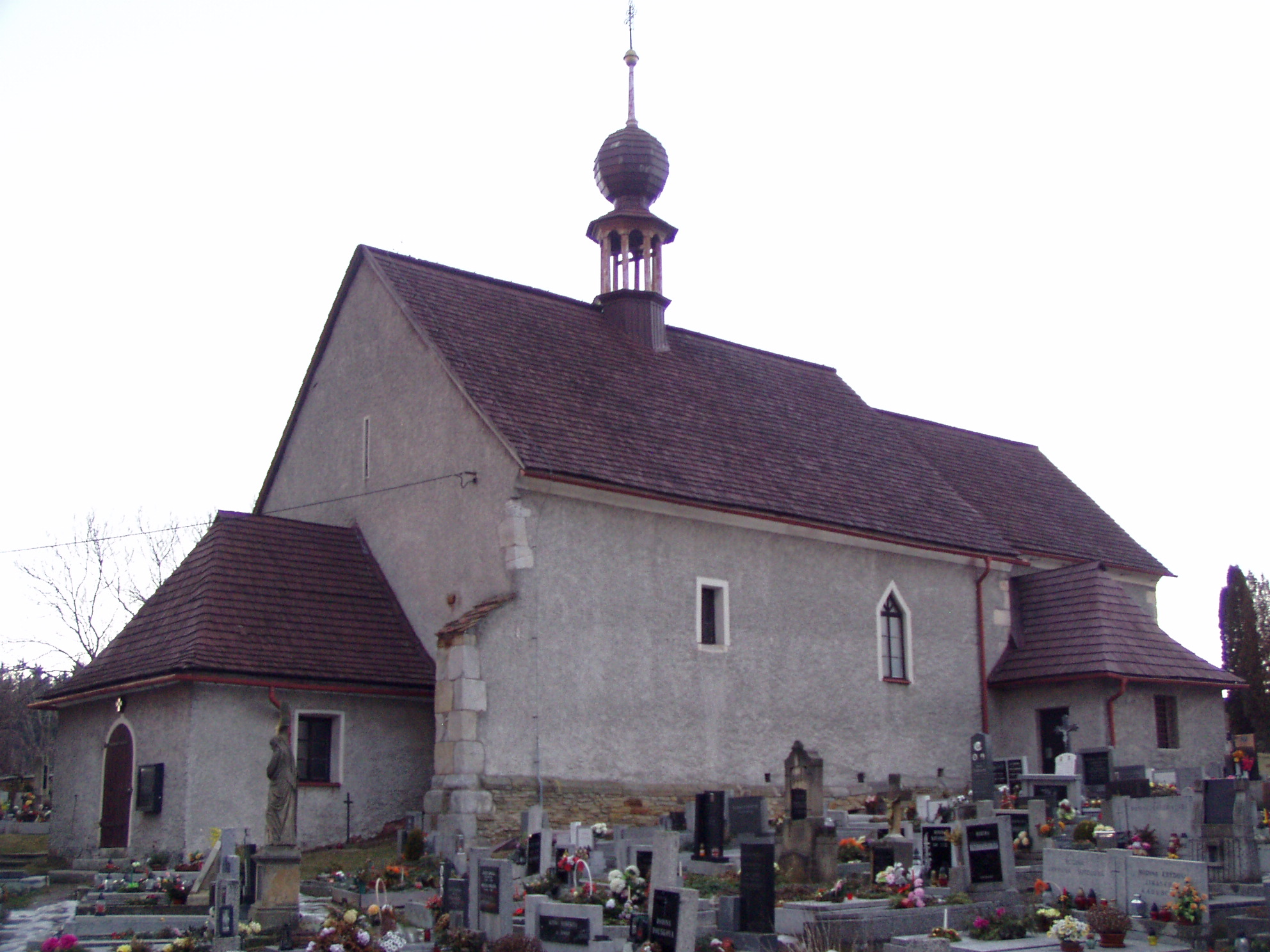
St.-Wenzels-Kirche

Václavice (deutsch Wenzelsberg) ist ein Ortsteil der Gemeinde Provodov-Šonov im Okres Náchod in Tschechien.

## Geographie
Václavice liegt etwa fünf Kilometer südwestlich von Náchod. Nachbarorte sind Vysokov im Norden, Staré Město nad Metují im Nordosten, Nové Město nad Metují im Südosten und Česká Skalice im Westen. Im Osten erhebt sich die 450,8 m hohe Branka.

## Geschichte
Václavice, dessen Gebiet zusammen mit dem Markt Provodov dem Kloster Břevnov gehörte, entstand im 18. Jahrhundert unterhalb des in den Hussitenkriegen zerstörten Dobenín, das zu den ältesten Siedlungen Ostböhmens gehört hatte. Die in den Hussitenkriegen ebenfalls zerstörte Pfarrkirche St. Wenzel wurde 1568 instand gesetzt und gelangte später als Filialkirche an die Pfarrkirche von Nové Město nad Metují.
Begründet wurde Václavice von Rudolph Joseph von Colloredo, der 1786 Parzellen des Kirchengrundes nach emphyteutischem Recht erwarb. Unter den im Jahre 1836 gezählten 86 Einwohnern, die in 13 Häusern wohnten, befand sich eine protestantische Familie.
Nach der Ablösung der Patrimonialherrschaften wurde Václavice eine selbstständige Gemeinde, die ab 1850 zum Bezirk Neustadt an der Mettau gehörte. Im Deutschen Krieg 1866 fanden zwischen Václavice und Vysokov Kämpfe der Schlacht bei Nachod statt. 1876 erhielt Václavice einen Haltepunkt an der Bahnstrecke Choceň–Meziměstí sowie an der Bahnstrecke Václavice–Starkoč. 1899 wurde es dem neu gebildeten Bezirk Náchod eingegliedert. Seit 1985 gehört es zur Gemeinde Provodov-Šonov. Im Jahre 1991 hatte Václavice 58 Einwohner. Beim Zensus von 2001 bestand der Ort aus 24 Wohnhäusern, in denen 68 Menschen lebten. Insgesamt gibt es in Václavice 31 Adressen.

## Ortsgliederung
Václavice ist Teil des Katastralbezirks Provodov.

## Sehenswürdigkeiten
- St.-Wenzels-Kirche (Kostel sv. Václava)
- Gedenkstein an die Schlacht bei Náchod, an der Kirche